# Vesztfáliai hidegvérű
A rajnai-német hidegvérű, amelyet gyakran helytelenül rajnai-vesztfáliai hidegvérűnek neveznek, egy erős, széles felépítésű igásló Észak-Rajna-Vesztfáliából.
1826-ra tehető a rendszerezett tenyésztés kezdete. Ekkor alapították Warendorfban a vesztfáliai tartományi ménest.
A vesztfáliai elsődlegesen a katonaság igényeit szolgálta, de a nemesség, valamint a parasztság körüli feladatokat is elvégezte. Az állományt angol és arab telivér, dán, belga, porosz és oldenburgi lovakkal nemesítették.
A fajta méneskönyve 1904 óta létezik, és 1920-ban volt az a gyűlés, melyen a tenyésztők kimondták, hogy a továbbiakban a vesztfáliait hannoveri alapokra kell helyezni. A fajta története és modernizálása innentől összefonódik a hannoveriével.